# 토미 스틴슨
토미 스틴슨(Tommy Stinson, 1966년 10월 6일 ~ )는 미국의 베이시스트로, 건즈 앤 로지스의 일원으로 활동하고 있다.